# Nikolaus Funk

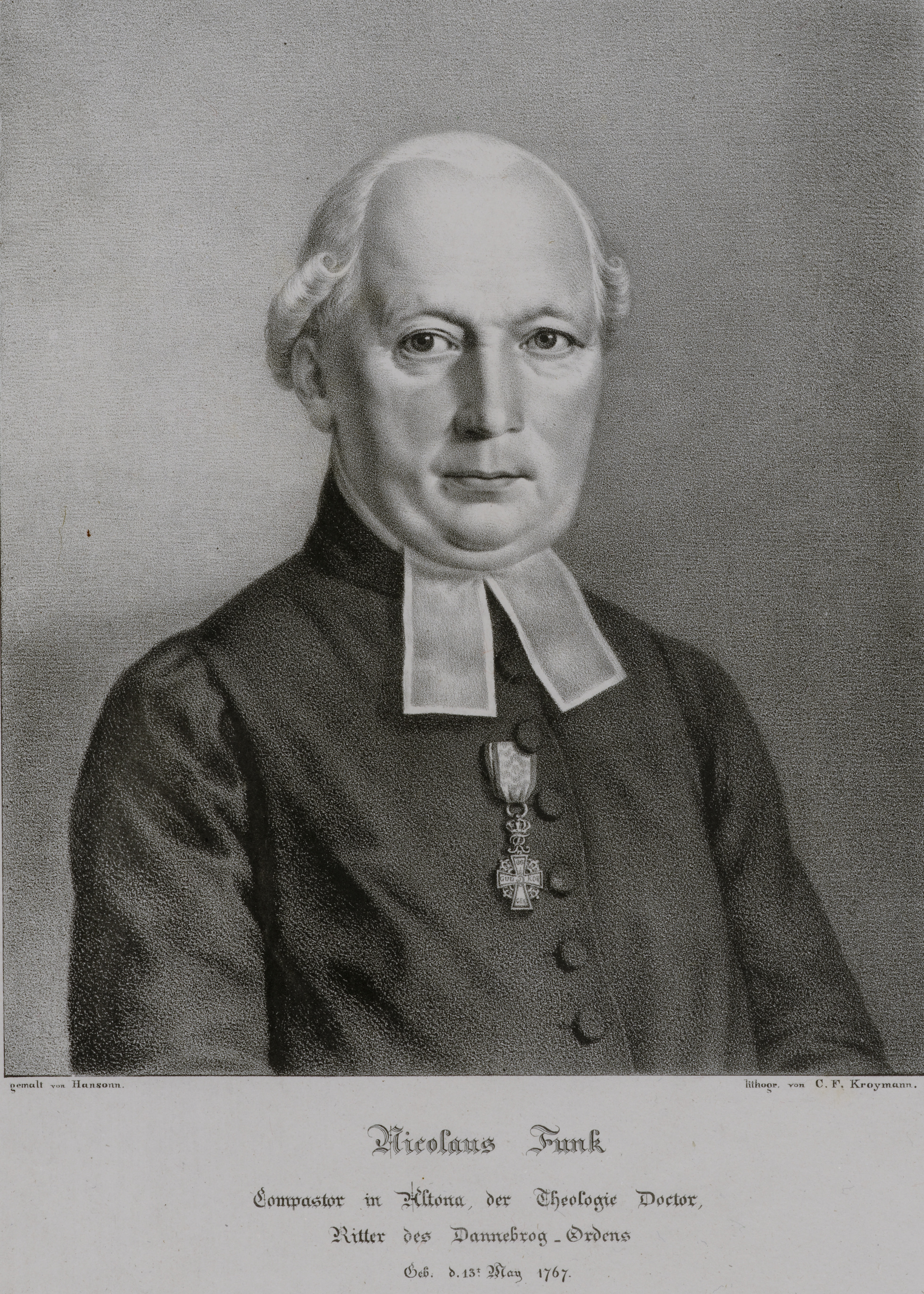
Nikolaus Funk, Lithographie von Carl Friedrich Kroymann

Nikolaus Funk (* 13. Mai 1767 in Marne (Holstein); † 17. Januar 1857 in Altona) war ein lutherischer Theologe und Pastor in Schleswig-Holstein.

## Leben
Funk war das zehnte Kind eines Bauern. Gefördert durch den Marner Pastor Petersen konnte er nach dem Besuch an der Gelehrtenschule in Meldorf 1786 das dreijährige Theologiestudium an der Universität Kiel aufnehmen, das er mit einem sehr guten Examen beendete. Bereits 1790 wurde er Adjunkt in Ottensen und schon 1791, also vor dem offiziellen Mindestalter von 25 Jahren, zweiter Kompastor an der Hauptkirche in Altona. Nach dem Tod seines Kollegen Johann Adrian Bolten rückte er 1809 zum ersten Kompastor auf. 1840 wurde er emeritiert. Er war zweimal verheiratet und hatte insgesamt acht Kinder.
Funk repräsentiert eine moderate Richtung innerhalb des theologischen Rationalismus des frühen 19. Jahrhunderts: „In F. begegnen wir einer typischen Gestalt des rationalistischen Theologen gemäßigter Richtung […]. Seine besondere Hingabe galt dem […] Schulwesen, der Armen- und Waisenfürsorge. […] Er war ein bewußter Bürger des dänischen Gesamtstaates und ein treuer Anhänger der regierenden Dynastie; er war ein Lobredner der dänischen Neutralität in den Napoleonischen Wirren.“ Einen Schwerpunkt seiner Arbeit bildete die Verbesserung des Altonaer Schulen und die Unterstützung der Armen. Schon bald nach seinem Dienstantritt besorgte er den Neubau des Waisenhauses, dessen Inspektor er bis 1808 war. 1801 richtete er eine Sonntagsschule zur Fortbildung künftiger Handwerker ein.
Am 28. Januar 1810 wurde Funk Ritter des Dannebrogordens, 1826 wurde er vom dänischen König mit der goldenen Verdienstmedaille geehrt. 1824 erhielt er die Ehrendoktorwürde der Universität Rostock.

## Werke
1798 schrieb Funk im Zusammenhang mit dem Streit um die von Generalsuperintendent Jacob Georg Christian Adler verfassten Kirchenagende Freimütige Beurteilung des Verfahrens der dänischen Regierung bei der Einführung der neuen Kirchenagende (Hamburg 1798). Darin betonte er die Hoheitsrechte des dänischen Königs auch über die Kirche.
Über das ihm besonders am Herzen liegende Schulwesen verfasste er zwei Werke:
- Geschichte und Beschreibung des Waisen-, Schul- und Arbeitshauses in Altona, Altona 1803;
- Über Verbindung des Schulwesens mit Industrieschulen, Altona 1804.

Zusammen mit Detlev Olshausen veröffentlichte er acht Bände Predigten über die gesamten Pflichtenlehre (1798–1805).
Er war Mitarbeiter der Zeitschrift Hamburg und Altona.

## Die Altonaer Bibel
1815 gab Funk mit königlichem Privileg und der Unterstützung von Generalsuperintendent Adler die sogenannte Altonaer Bibel, eine kommentierte Edition der Lutherübersetzung, heraus. Im Stile der aufklärerischen historischen Kommentarliteratur erklärte er den Bibeltext, um den Lesern den Ertrag der historisch-kritischen Forschung seiner Zeit im Interesse eines vertieften Bibelverständnisses zugänglich zu machen und damit, wie es im Vorwort hieß, „das einstweilen so tief gesunkene Ansehen des göttlich Wortes“ zu heben.
Finanziell erwies sich die zweibändige Ausgabe zugunsten der Armen- und Waisenschule, in deren Verlag die Ausgabe auch erschien, als Erfolg. Doch schnell formierten sich die Gegner, vor allem der Kieler Theologieprofessor Johann Friedrich Kleuker und der Kieler Archidiakon Claus Harms, der einige seiner 95 Thesen gegen die Altonaer Bibel richtete. Harms bezichtigte Funk zudem bei König Friedrich VI., einen „neuen Glauben“ einführen zu wollen und die „Kernaussagen der Bibel“ zu verdrehen. Obwohl Harms Funks Anmerkungen selbst nicht kritisierte, bemängelte er jedoch die Druckgestalt, die dem Unterschied zwischen dem biblischen Text und den Anmerkungen verwische. Die Proteste führten zum Erfolg: Die Restauflage wurde vom Markt genommen, eine zweite Auflage verboten.
Funk nahm 1823 in einer ausführlichen Verteidigungsschrift Geschichte der neuesten Altonaer Bibelausgabe nebst Beleuchtung der vornehmsten wider sie erhobenen Beschuldigungen gegen die wider ihn erhobenen Vorwürfe Stellung. Später trat er der 1814 gegründeten Hamburg-Altonaischen Bibelgesellschaft bei.